# Quia/quatenus-kwestie
De quia/quatenus-kwestie is een conflict binnen de Nederlandse Hervormde Kerk in de eerste helft van de negentiende eeuw over de betekenis van de verplichte instemming door predikanten met de kerkelijke belijdenisgeschriften, de Formulieren van Enigheid.
In 1816 werd in de Nederlandse Hervormde Kerk een nieuwe Algemeen Reglement ingevoerd. Dit bevatte ook een nieuwe proponentsformule waardoor aanstaande predikanten dienden in te stemmen met de kerkleer. Zij moesten beloven "dat wij de leer, welke overeenkomstig Gods Heilig Woord, in de aangenomen formulieren van eenigheid der Nederlandsche Hervormde kerk is vervat, te goeder trouw aannemen en hartelijk gelooven". Met deze formulering werden drie zaken in het midden gelaten. Ten eerste was onduidelijk wat bedoeld werd met de formulering "overeenkomstig". In de discussie werd dit op twee verschillende manieren uitgelegd, namelijk als "omdat" (Latijn: quia) of als "voor zover" (Latijn: quatenus). In het eerste geval was er geen ruimte voor afwijking van de belijdenisgeschriften, in het tweede geval wel. Een tweede probleem zat in de "aangenomen formulieren van eenigheid". De Dordtse Leerregels waarin een strikte uitleg van de omstreden predestinatieleer was opgenomen waren niet in alle provincies aangenomen. Hiermee werden deze in de praktijk buiten werking gesteld. Een derde probleem was de uitleg van "Gods Heilig Woord". De theologische hoofdstroom van die tijd, het verlicht supranaturalisme, stelde dat de Bijbel Gods Heilig Woord bevatte, niet dat het Gods Heilig Woord was. De beslissing van de kerkleiding om in dit conflict geen beslissing te nemen, liet ruimte voor afwijking van de letterlijke tekst van de belijdenisgeschriften. Dit was een van de aanleidingen tot de Afscheiding van 1834.
Het conflict in de Nederlandse Hervormde Kerk verliep volgens dezelfde lijnen als een conflict dat binnen de lutherse kerken in Duitsland speelde sinds 1769. In Nederland was dit een van de geschilpunten tussen de lutherse kerk en de Hersteld Evangelisch-Lutherse Kerk. De laatste stond een strikte interpretatie van de binding aan de lutherse belijdenisgeschriften voor in de lijn van een quia-uitleg. Een van de leiders van de afgescheidenen, Hendrik Pieter Scholte was afkomstig uit dit kerkgenootschap.